# 코다마 후미카
코다마 후미카(일본어: 木霊文花 / 한국명: 장세라)는 초기에는 준주연이었지만, 미소라 이나호의 등장으로 조연이 되어버린 요괴워치의 등장 인물.

## 성우
| 국가 | 이름                            | 성우          |
| ---- | ------------------------------- | ------------- |
| 일본 | 코다마 후미카(木霊文花)         | 엔도 아야     |
| 한국 | 장세라                          | 여윤미        |
| 북미 | 케이티 포레스터(Katie Forester) | 멜리사 허치슨 |

## 기본 사항
- 혈액형은 AB형이다.
- 케이타와 동급생이며, 케이타가 짝사랑하는 상대이다.
- 장세라는 윤민호와 결혼하여 그의 아내가 되었다.
- 대체로 예쁘다는 평가를 받는다.